# Khenpo Jigme Phuntsok
 (février 2012).
Si vous disposez d'ouvrages ou d'articles de référence ou si vous connaissez des sites web de qualité traitant du thème abordé ici, merci de compléter l'article en donnant les références utiles à sa vérifiabilité et en les liant à la section « Notes et références ».
Khenpo Jigme Phuntsok (1933-2004) est un lama nyingmapa de la région sud-est du Tibet, le Kham (actuellement incorporé à la province chinoise du Sichuan), réincarnation de Tertön Sogyal. 

## Biographie
Né le 27 février 1933, il est issu d’une famille de nomades,. À l'âge de deux ans, il est identifié comme la réincarnation du Tertön Sogyal, Lérab Lingpa (1852–1926). Il étudie le Dzogchen au monastère de Nubzor. Il reçoit l’ordination de moine novice à 14 ans et la pleine ordination en 1955, à l’âge de 22 ans.
Durant le soulèvement tibétain de 1959, il prend la décision cruciale de demeurer dans le Kham plutôt que de partir en exil en Inde. Entre 1960 et 1980, il vit en nomade dans les ermitages échappant à la révolution culturelle, enseignant, ordonnant moines et nonnes en dépit des interdits. En 1980, il est intronisé, enseigne partout où il peut y compris à Pékin et fonde l’Institut bouddhiste de Larung Gar (également appelé Institut bouddhiste de Serthar), près de la ville de Serthar (en chinois Seda), apparemment sans permission des autorités chinoises qui semblent avoir fermé l’œil sur ses activités, tant qu’elles n’étaient pas politiques. La popularité de l'institut se développe jusqu'à attirer 8 500 étudiants dont environ 1 000 Chinois de Chine continentale, mais aussi des étudiants de Taïwan, de Hong Kong, de Singapour et de Malaisie. Parmi eux se trouvent un grand nombre de nonnes.
En 1987, Khenpo Jigme Phuntsok rencontre le 10e panchen-lama Choekyi Gyaltsen, avec qui il se lie d'amitié. 
En 1989, il se rend en Inde à l'invitation de Penor Rinpoché. En 1990, à Dharamsala, il rencontre le 14e dalaï-lama Tenzin Gyatso et les moines du monastère de Nechung, à qui il donne des enseignements. Après son retour au Tibet, il refusera plus tard de dénoncer le dalaï-lama, comme l’exigent les autorités chinoises. Aussi le gouvernement chinois refusera-t-il de lui accorder toute permission de voyager, y compris pour raison de santé.
En 1999, le « front uni du travail du Sichuan » fait pression sur lui au sujet de la question de son soutien au dalaï-lama et exige qu’il réduise le nombre d’étudiants de l'institut (à 150 ou à 1 400, selon des rapports). Khenpo Jigme Phuntsok refuse. À l’été 2001, plusieurs milliers de membres de la police armée chinoise font une descente à l’institut, rasant ses structures et dispersant ses étudiants. Les 8 000 étudiants et plus sont expulsés et environ 2 000 maisons détruites sous la supervision d'équipes militaires et policières armées. À la suite de ces démolitions et en raison du traumatisme infligé aux nonnes, certaines d'entre elles se suicident.
On est resté longtemps sans nouvelles de Khenpo Jigme Phuntsok et de sa nièce Jetsunma Muntso. Il aurait été emmené par les autorités, emprisonné puis placé en résidence surveillée à Chengdu. Il est décédé le 7 janvier 2004 à 70 ans au Tibet, des suites d'une maladie cardiaque pour laquelle il devait être opéré dans un hôpital militaire.